# Куріпка сіровола
Курі́пка сіровола (Arborophila campbelli) — вид куроподібних птахів родини фазанових (Phasianidae). Ендемік Малайзії. Раніше вважався підвидом суматранської куріпки.

## Поширення і екологія
Сіроволі куріпки є ендеміками Малайзії. Вони живуть у гірських і рівнинних вологих тропічних лісах Малайського півострова. Зустрічаються на висоті від 500 до 2200 м над рівнем моря.